# Dominika Ćosić
Dominika Ćosić (ur. 25 września 1976 w Krakowie) – polska dziennikarka, publicystka, pisarka. Korespondentka wielu redakcji w Brukseli. Absolwentka Uniwersytetu Jagiellońskiego (filologia serbska i chorwacka).

## Życiorys
Jako dziennikarka pierwsze kroki stawiała w „Czasie Krakowskim” (od 1993). Od 1995 do 2003 współpracowała z „Dziennikiem Polskim”. Od 1998 zawodowo zajmowała się Bałkanami, jeżdżąc po całej byłej Jugosławii i pisząc stamtąd teksty m.in. dla tygodnika „Wprost”. Od 2005 do 2010 była korespondentką „Wprost” w Brukseli. W latach 2011–2016 współpracowała jako brukselski korespondent z „Dziennikiem Gazetą Prawną”. Od 2014 pisze także dla tygodnika „Do Rzeczy”. Ponadto swoje teksty publikowała także m.in. w miesięczniku „Znak”, serwisie blogowym Salon 24, portalu Wirtualna Polska oraz indyjskim miesięczniku „Defence and Security Alert”. Od maja 2016 do grudnia 2023 była korespondentką TVP w Brukseli na Belgię i Francję. W 2024 prowadziła cotygodniową audycję na tematy międzynarodowe w Radio Wnet.
W lipcu 2024 została dziennikarką Telewizji Republika, gdzie nadawane były jej relacje z Parlamentu Europejskiego w Brukselii i Francji. W listopadzie 2024 zakończyła współpracę z tą stacją, dołączając do redakcji międzynarodowego kanału informacyjnego Euronews.
Była zaangażowana w akcję obrony chrześcijan, w ramach której zainicjowała petycję w sprawie uwolnienia Asii Bibi. W 2013 wraz z eurodeputowanymi Janem Olbrychtem i Pawłem Zalewskim zorganizowała i prowadziła w Parlamencie Europejskim pokaz filmów Prześladowani i zapomniani, poświęconych prześladowaniom chrześcijan w Egipcie i Syrii. W 2020 r. jako jedyna polska dziennikarka przeprowadziła w Paryżu wywiad dla TVP („Pytanie na śniadanie” oraz „Studio Zachód”) z Asia Bibi, która została kilka miesięcy wcześniej uwolniona.
Jest autorką przewodnika Bałkany, powieści Uśmiech Dalidy, książki o polskiej drodze do Unii Europejskiej Od Horyzontu do przewodnictwa A także książki Balkan Express, wydanej w polskiej wersji przez Ośrodek Myśli Politycznej w 2020 roku i w wersji angielskiej przez New Direction w 2021 roku. Jej najnowsza książka to  Bruxelles wydana przez Ośrodek Myśli Politycznej w 2024 -  powieść obyczajowa.
Należy do Press Club Brussels Europe i Club De La Presse Francophone. Mieszka i pracuje w Brukseli.

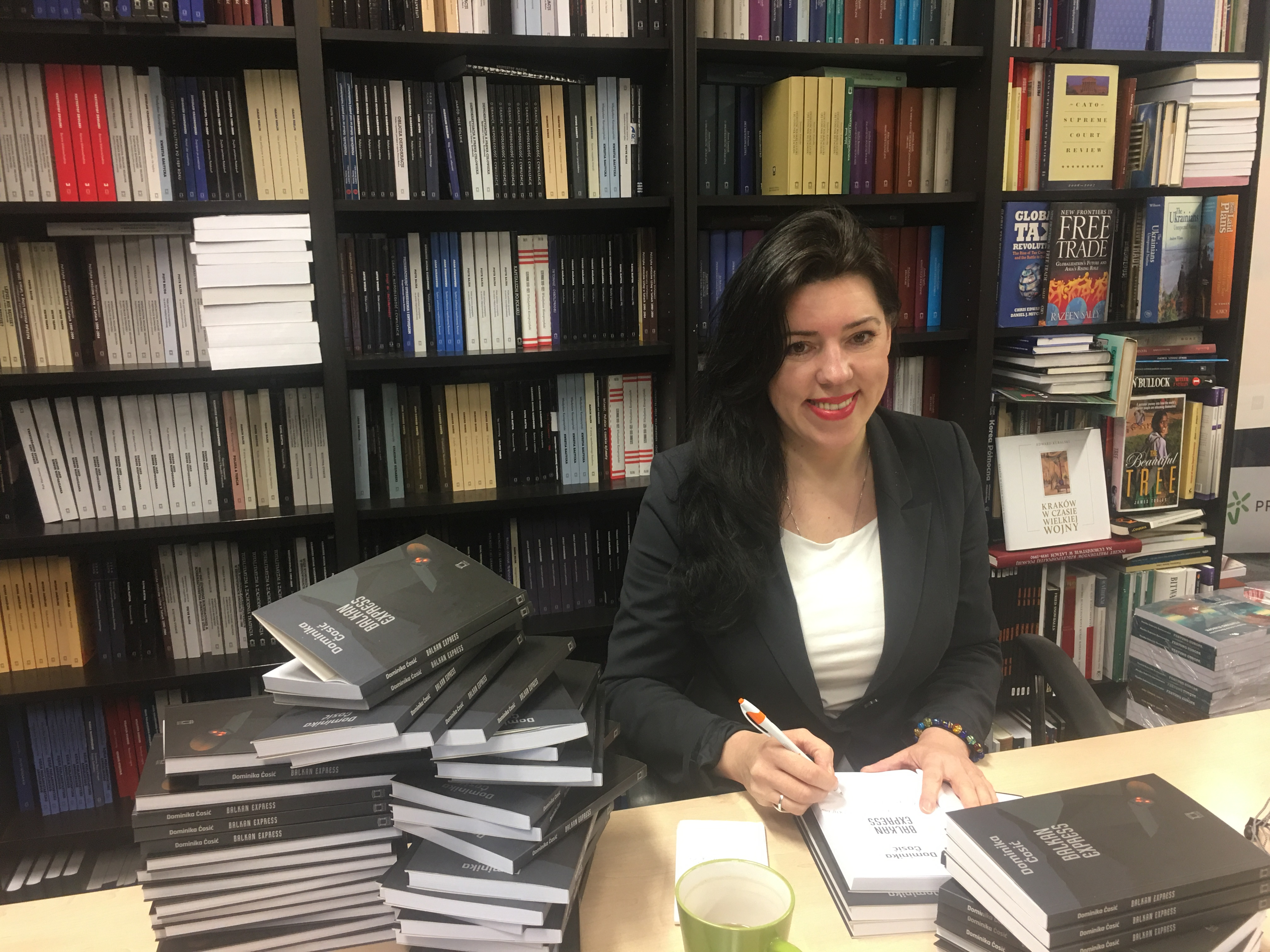
Zdjęcie Dominiki Ćosić z podpisywania książki jej Balkan Express

## Prowadząca
- od 2016 do 2023: korespondentka TVP INFO
- od 21 stycznia 2018 do 20 grudnia 2023: Studio Zachód[17]